# 차이정위안
차이정위안(중국어 정체자: 蔡正元, 병음: Cài Zhèngyuán, 1953년 12월 25일 ~ )은 타이완의 정치인이다. 